# 三妑襖

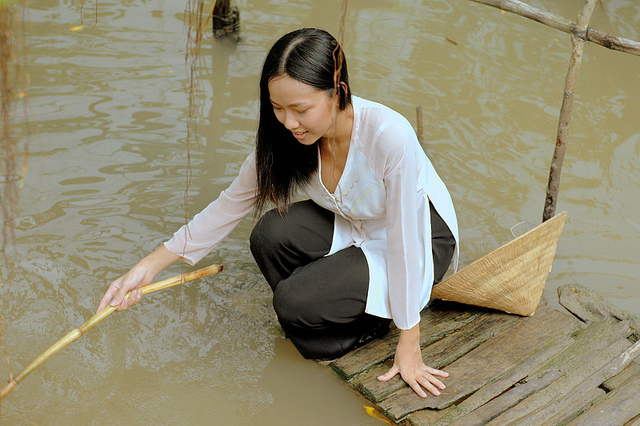
湄公河三角洲的女性穿著三妑襖

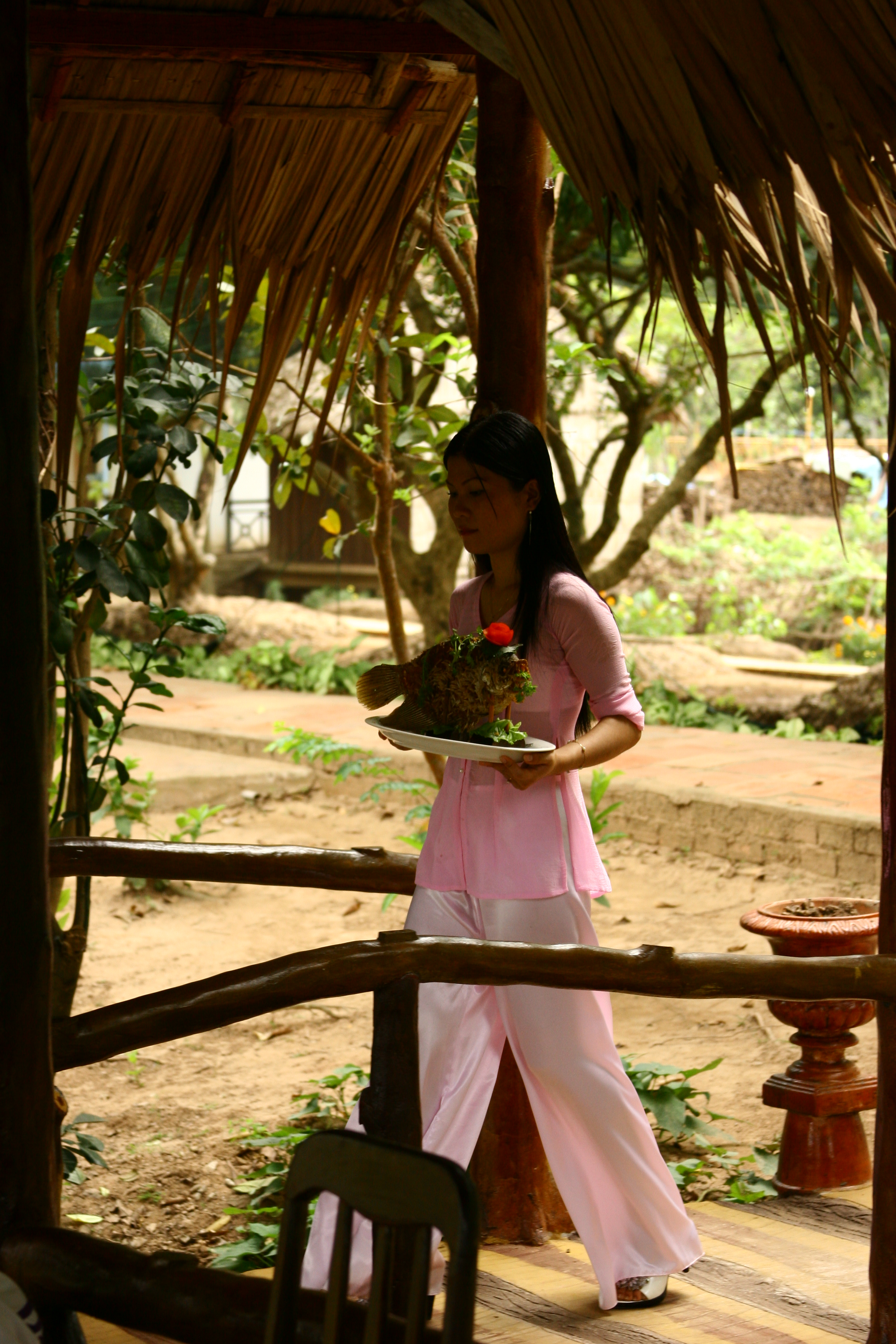
穿著奧霸芭的女性

三妑襖（越南语：／），音譯為「奧霸芭」，又可稱作越南絲製裝，是越南南方傳統服飾，常見於南越的湄公河三角洲地帶。
常見樣式是上下兩件式的，顏色通常都是同一種，「襖」是指穿搭在上半身的圓領襯衫，下半身穿的是絲製長褲，襯衫長到臀部以下，腰部兩邊的部分會叉開成兩片，且通常會有兩個口袋，典型的都是長袖子。

## 詞源
「三妑襖」一詞來自於越南的字喃，一般指社會上被普遍視為跟其祖父母年齡接近的人、已當上祖母或是寡婦的人，可能是指「大媽的襯衫」，則是「三」的意思，但在南方口語上也用來稱父親，像是爸爸，由於本套衣服一般出現於南方，因此也可能可以釋讀為「奶爸的襯衫」。
此名稱被認為是跟另一種服飾的名稱搞混了，也因為跟南方鄉下地區還有農業社會有關，可能是源自民間傳統的三片式束腰外衣。

## 歷史
三片式束腰外衣是來自民間村落（流傳很久，並延伸、影響到鄉間許多的家庭社會），三妑襖在當時可能沒有被正式歸為某一類。
三妑襖比束腰外衣還要再短一些，且是用較輕的布料製成的，隨著社會初步的工業化與現代化，三妑襖也跟著興起、普及化，確切地說，這服飾會大量出現是因為就像在19世紀後期工業革命後的歐洲，許多下層社會的人民生活品質變好而開始普遍。
現在還無法考證說三妑襖的名稱以及它特別的設計是何時出現在越南的，至少因為照相技術的問世，我們可以知道三妑襖和其他許多東南亞國家可辨識出的傳統服飾──像是柬埔寨、寮國、緬甸，都還保有傳統樣式近一個半世紀到現在。
我們可以根據這樣的發展推論，會這樣是因為民間藝術文化在材質運用上、設計上與外觀上的進程，三件式束腰外衣有可能是用比較粗糙的材質，像是亞麻棉，在較冷的地區就會用動物的皮毛，像是羊毛，三妑襖則一定是用絲綢製，直到現代合成纖維質料問世，像是聚脂纖維和仿絲材質，另外，三妑襖會有一些刺繡在上面，但不是用提花織機織的那種，提花織機是上流階級、貴族才在用的。
但除此之外，三妑襖的衣領並不是挺直的，而是開領的，且還不是在肩部開合固定，而是可直接套進去或是正面有鈕釦設計的，三妑襖的鈕扣不是用線打結出花樣或用細繩固定，而是西化的圓扣。
自開始和中國以外的人接觸，尤其是經歷了印度支那戰爭以及第一次世界大戰和後續的小戰爭，世界多處都是混亂與騷動，三妑襖因為經濟需求而大量出現、到處可見，其簡單設計與活動性高的特點比其他傳統服飾流傳更久，是給當時的鄉村人口、勞動人口、下層社會以及一般民眾穿的服飾。

## 穿著與外觀
對女性來說，選擇式公主接縫（兩片垂直的縫合在前面，隨意從手臂下面對折至胸部下方）可能是較現代又優雅的穿法，是在西方20年代的飛來波女郎的潮流之後，二戰後開始流行的穿法。
從歷史記錄及照片來看，鈕扣成了服飾製作的標準款式材料，也有更多其他的材質被用來製作鈕扣，不再常用珠母蚌、烏賊骨、象牙等昂貴材料，鈕扣的製作與材料取得變得方便又便宜。
押扣的成本效益更高，因為使用的材質價格介於較貴的天然材質、印花棉布料和當今的塑膠和聚合物。
傳統上，雖然三妑襖是長袖的套裝，但是它袖子與褲管都方便捲起，可以穿著三妑襖勞動、作手工藝品、務農、帶小孩，還方便下廚以及打理家務。在1950年代、美國軍隊來之前，往更南部的地方（西貢市南部，現稱為胡志明市），因為地處副熱帶氣候，還可以看到女性穿短袖的三妑襖。
經歷過越戰，透過美國媒體，可以看到越南人似乎比較喜歡一整天穿著「黑色睡衣褲」。這奇怪又反常的穿法，回顧三妑襖的歷史，這是那些在田裡工作的人為了要掩飾身上的灰塵、汙垢才會穿如此深色的衣服。
近年來，下半身是簡單的褲子，通常都用鬆緊帶，習慣上還有用扣的腰帶或是拉繩子的腰帶。褲管是寬鬆的，會隨風飄動，但也可以是直版樣式。
人民對於訂製一件三妑襖是非常用心的。跟一般人的印象不同，三妑襖可不是一般在成衣店就能買到的，能擁有一整套三妑襖是很棒的一件事，若能讓家族中的每一個成員都能有屬於他們自己一套的三妑襖，那這個家族就會感到自豪，如果是朋友、技術高超的裁縫師或是家族成員作的，意義更是非凡。
三妑襖是用絲作的，材質纖細，人們將其當作平常穿的衣物，而非在特殊場合才穿。
一套三妑襖常會用作春節過年時送人的禮物。家長從孩子小時候學走路說話，就盼望有天他們能穿上三妑襖出外見見世面，穿上三妑襖就代表著學會尊重他人，行為舉止要達禮、待人和善，三妑襖象徵著一個人不是個好吃懶做、沒禮貌的人，而是有著禮節且讓人覺得平易親近。

## 目前狀況
有因為都市化和國家發展工業化而越來越少男性穿三妑襖的趨勢，男性會穿T恤跟寬鬆長褲；反之，女性因為三妑襖的美還有布料的柔軟而喜歡穿。
三妑襖的風華再現是因為世代交替之時以及電子科技崛起，人民與政府將三妑襖奉為越南文化遺產，人們在鄉村將其作為平日的穿著服飾，現今，沒有人再將三妑襖當作「睡衣褲」了，它現在被人們視為是一種「服飾」，卻也不是生意人在穿的西裝、制服，三妑襖是一種生活方式，但人們也不會覺得它是一種流行時尚。
三妑襖會受歡迎是因為它簡單樸素且活動性又高，如今受歡迎的程度，不只鄉村人口，連都市化高的地區都有很多人穿，工作的時候可以穿，出外散散步也能穿，有七分袖的也有傳統長袖款式，當今款式與裝飾樣樣有，服飾上的設計、顏色和刺繡圖型更是五花八門。
三妑襖的實用性、舒適度與擁有自然美感的設計非常適合越南的氣候，這就是為何三妑襖能風行當今的越南社會，不管是在越南人的生活、文化、流行與藝術方面，三妑襖都還持續地發光發熱、歷久不衰。

## 外部連結
- VietnamJournal - Vietnamese Traditional Costumes

Template:Folk costume